# Le Dimanche de préférence
Pour plus de détails, voir Fiche technique et Distribution.
Le Dimanche de préférence (La domenica specialmente) est une comédie dramatique belgo-franco-italienne en cinq sketches sortie en 1991.

## Synopsis
Le Chien bleu (Il cane blu)
Un chien bleu suit Amieto, un barbier-cordonnier, qui tente de le semer sans succès. Finalement, il parvient à s'en débarrasser en le confiant à sa sœur. Le chien s'échappe et Amieto décide de partir à sa recherche. 
L'Homme aux oiseaux (L'uomo degli uccellini)
Un motard croise un jeune enfant tenant un oiseau dans ses bras.
La Neige sur le feu (La neve sul fuoco)
Dans une maison isolée par la neige, la veuve Catarina espionne à travers un trou dans le mur les ébats de sa bru et de son fils. Elle va ensuite se confesser au prêtre et cesse son voyeurisme. Mais entre-temps, les choses changent dans le couple. 
Le Dimanche de préférence (La domenica specialmente)
Dans l'arrière-pays romagnol entre Valmarecchia et Longiano, Vittorio est amoureux d'Anna, mais son amour n'est pas réciproque. Un dimanche, alors qu'Anna rend visité à une connaissance, Vittorio déambule ostensiblement à l'extérieur avec Nicoletta pour la rendre jalouse. Et la stratégie de Vittorio semble bientôt porter ses fruits...
Les Églises de bois (Le chiese di legno)
À Rimini, trois églises en bois flottant sur l'eau s'approchent de la plage. Les baigneurs tentent de s'approcher des églises, mais seul un jeune homme parvient à en atteindre une.

## Fiche technique
Sauf indication contraire, les informations mentionnées dans cette section peuvent être confirmées par la base de données cinématographiques Unifrance,  présente dans la section « Liens externes ».
- Titre original : La domenica specialmente[2]
- Titre français : Le Dimanche de préférence[3]
- Réalisation : Giuseppe Tornatore, Marco Tullio Giordana, Giuseppe Bertolucci, Francesco Barilli
- Scénario : Tonino Guerra
- Photographie : Tonino Delli Colli, Franco Lecca, Fabio Cianchetti, Giovan Battista Marras
- Montage : Mario Morra, Sergio Nuti
- Effets spéciaux : Renato Agostini
- Musique : Ennio Morricone, Andrea Guerra (it)
- Décors : Gianni Silvestri (it), Francesco Bronzi (it), Nello Giorgetti (it), Anna Fadda
- Costumes : Metka Kosak, Mariolina Bono
- Sociétés de production : Basic Cinematografica, Titanus Produzione, Paradis Films, Intermedias, Ciné 5
- Pays de production :  Italie -  Belgique -  France
- Langue originale : italien
- Format : Couleur - Son stéréo - 35 mm
- Durée : 117 minutes (1 h 57)
- Genre : comédie dramatique
- Dates de sortie :
  - Italie : 26 septembre 1991
  - France : 5 août 1992
  - Canada : 11 septembre 1992 (Festival de Toronto 1992)

## Distribution
Le Chien bleu (Il cane blu) réalisé par Giuseppe Tornatore
- Philippe Noiret : Amieto
- Nicola Di Pinto : Le pasteur

L'Homme aux oiseaux (L'uomo degli uccellini) réalisé par Giuseppe Bertolucci

La Neige sur le feu (La neve sul fuoco) réalisé par Marco Tullio Giordana
- Maddalena Fellini : Caterina
- Chiara Caselli : L'épouse
- Andrea Prodan : Marco
- Ivano Marescotti : Don Vincenzo

Le Dimanche de préférence (La domenica specialmente) réalisé par Giuseppe Bertolucci
- Bruno Ganz : Vittorio
- Ornella Muti : Anna
- Nicoletta Braschi : Nicoletta

Les Églises de bois (Le chiese di legno) réalisé par Francesco Barilli
- Jean-Hugues Anglade : Le motocycliste
- Sergio Bini Bustric